# Lista de organizações de astronomia
Esta é uma lista (incompleta) de vários grupos e organizações devotados em promover a pesquisa astronômica e a astronomia na educação.
Rede Rio Astronomia, Rio De Janeiro, Brasil.
- Associação dos Astrônomos Amadores de Delhi[1]
- Associação das Universidades para a Pesquisa em Astronomia
- Associação dos Astrônomos Amadores de Nova Iorque (AAA)[2]
- Associação dos Astrônomos Amadores de Pittsburgh (AAAP)
- Associação dos Astrônomos Amadores de Princeton[3]
- Associação Americana de Observadores de Estrelas Variáveis, organização de profissionais e amadores que estudam estrelas de brilho variável por várias razões
- Sociedade Americana de Meteoros, organização amadora especializada na observação de meteoros
- Associação dos Astrônomos de Falkirk, em Falkirk, Escócia[4]
- Associação dos Observadores Lunares e Planetários, organização amadora especializada na observação lunar, planetária e de outros objetos do Sistema Solar
- Astronomy Club, CUHK, de Hong Kong, China
- Consórcio de Pesquisas sobre Estrelas Próximas
- Astronomy Club, HKUSU, de Hong Kong, China
- Liga Astronômica, organização que gerencia as sociedades de astronomia amadora dos Estados Unidos
- Sociedade Astronômica da África Meridional
- Sociedade Astronômica de Victoria, baseada em Melbourne, Austrália
- Sociedade Astronômica Ruđer Bošković, em Belgrado, Sérvia
- Sociedade Astronômica de Ayrshire, em Ayrshire, Escócia
- Sociedade Astronômica de Bangalore, em Bangalore, Índia[5]
- Sociedade Astronômica de Birmingham, em Birmingham, EUA
- Astrônomos Amadores do Missouri Central, em Fayette, EUA
- Sociedade Astronômica de Corpus Christi, em Corpus Christi, EUA[6]
- Sociedade Astronômica do Solar de Crayford, Inglaterra[7]
- Sociedade Astronômica do Chipre[8]
- Clube de Astronomia de São Paulo
- Sociedade Astronômica Brasileira
- Sociedade Astronômica Riograndense
- Clube de Astronomia do Rio de Janeiro
- Sociedade Astronômica Eurasiana
- Sociedade Astronômica da França
- Associação dos Astrônomos Amadores de Escambia, em Escambia, EUA
- Associação Europeia para a Educação Astronômica, promove atividades astronômoicas para escolas, professores e estudantes
- Federação das Sociedades Astronômicas
- Fundação Astronômica de Károly Nagy, em Károly Nagy, Hungria
- Organização Internacional de Meteoros, preocupada com a observação de meteoros
- Observatório Nacional, Brasil
- Centro Espacial Copérnico
- Sociedade Astronômica de Kosmandu, em Kosmandu, Nepal[9]
- Sociedade Astronômica de Louisville
- Astronomy Nepal[10]
- Sociedade Astronômica de Macarthur, em Sydney, Austrália[11]
- Sociedade Astronômica de Manchester[12]
- Clube de Astronomia do Norte da Virgínia[13]
- Sociedade Astronômica de Northumberland[14]
- Clube de Astronomia de Oklahoma City
- Sociedade dos Astrônomos Amadores do Paquistão[15]
- Sociedade Astronômica das Filipinas[16]
- Sociedade Planetária
- Royal Astronomical Society
- Sociedade Astronômica Real do Canadá
- Astrônomos Amadores de San Francisco[17]
- Instituto SETI
- Sociedade para a Astronomia Popular[18]
- Sociedade Astronômica de Sutherland
- SpaceTurk, organização amadora especializada em observação lunar, planetária e de outros objetos do Sistema Solar da Turquia
- Sociedade Astronômica STAR[19]
- Sociedade Astronômica de Wigtownshire[20]
- Grupo de Astronomia da Universidade da Madeira[21]